# Emil Ivănescu
Emil Ivănescu (n. 5 iunie 1978, Curtea de Argeș) este un arhitect român, președinte al Filialei Teritoriale București a Ordinului Arhitecților din România din mai 2018. Înainte de a fi președinte, Emil Ivănescu a fost vicepreședinte al Filialei Teritoriale București a Ordinului Arhitecților din România în perioadele 2010 – 2014 și în 2014 - 2018.

## Biografie
În 2004, a absolvit Universitatea de Arhitectură și Urbanism „Ion Mincu”. În 2010, a organizat Anuala de Arhitectură București. În 2012, a câștigat concursul pentru amenajarea Pavilionului României la Bienala de Arhitectură de la Veneția. În 2014, a câștigat concursul pentru amenajarea Pavilionului ICR la Bienala de Arhitectură de la Veneția.
În anul 2004 a devenit asistent universitar al Universității de Arhitectură și Urbanism „Ion Mincu”.
În anul 2011 ajunge doctor în arhitectură, cu lucrarea: „Corpul postorganic și arhitectura ambiguității”.
Din anul 2010 este curatorul și organizatorul „Anualei de Arhitectură București”, un eveniment de arhitectură cu scopul de a mediatiza cele mai bune producții de arhitectură din București.

## Legături externe
- Exploring Identity the nomad archives